# Shuotherium
Genre
Shuotherium est un genre fossile de mammifères de la famille également éteinte des Shuotheriidae à laquelle il a donné son nom.
Des fossiles de Shuotherium ont été découverts dans le Jurassique moyen de Chine (formation de Shaximiao) datée du Bathonien et Callovien, et en Angleterre dans la formation de Forest Marble datée du Bathonien supérieur.
On compte plusieurs espèces :
- † Shuotherium dongi
- † Shuotherium kermacki
- † Shuotherium shilongi